# Ascorhynchus hippos
Ascorhynchus hippos là một loài nhện biển trong họ Ascorhynchidae. Loài này thuộc chi Ascorhynchus. Ascorhynchus hippos được miêu tả khoa học năm 1994 bởi Turpaeva.